# 한호성
한호성(韓好誠, 생년 미상 ~ 1597년)은 조선 중기의 의병장이다. 본관은 청주, 자는 경보, 호는 계촌이다.
석주관 전투에서 일본군 수십 명을 죽이가다 전사했다.

## 생애
1597년 정유재란 당시 이정익 등과 함께 의병을 일으켜 구례에서 석주관 전투가 벌여져 그 곳에서 항전을 벌였다. 이때 일본군 수십 명을 죽여 강을 피로 만들었는데 이 강을 '혈천' 이라 불렀다.

## 사후
순조 때 지평에 추증되고 구례의 칠현사에 제향되었다.